# Nissan Note
Nissan Note – samochód osobowy typu miejski minivan, a następnie hatchback produkowany przez firmę Nissan od 2006 roku.

## Pierwsza generacja

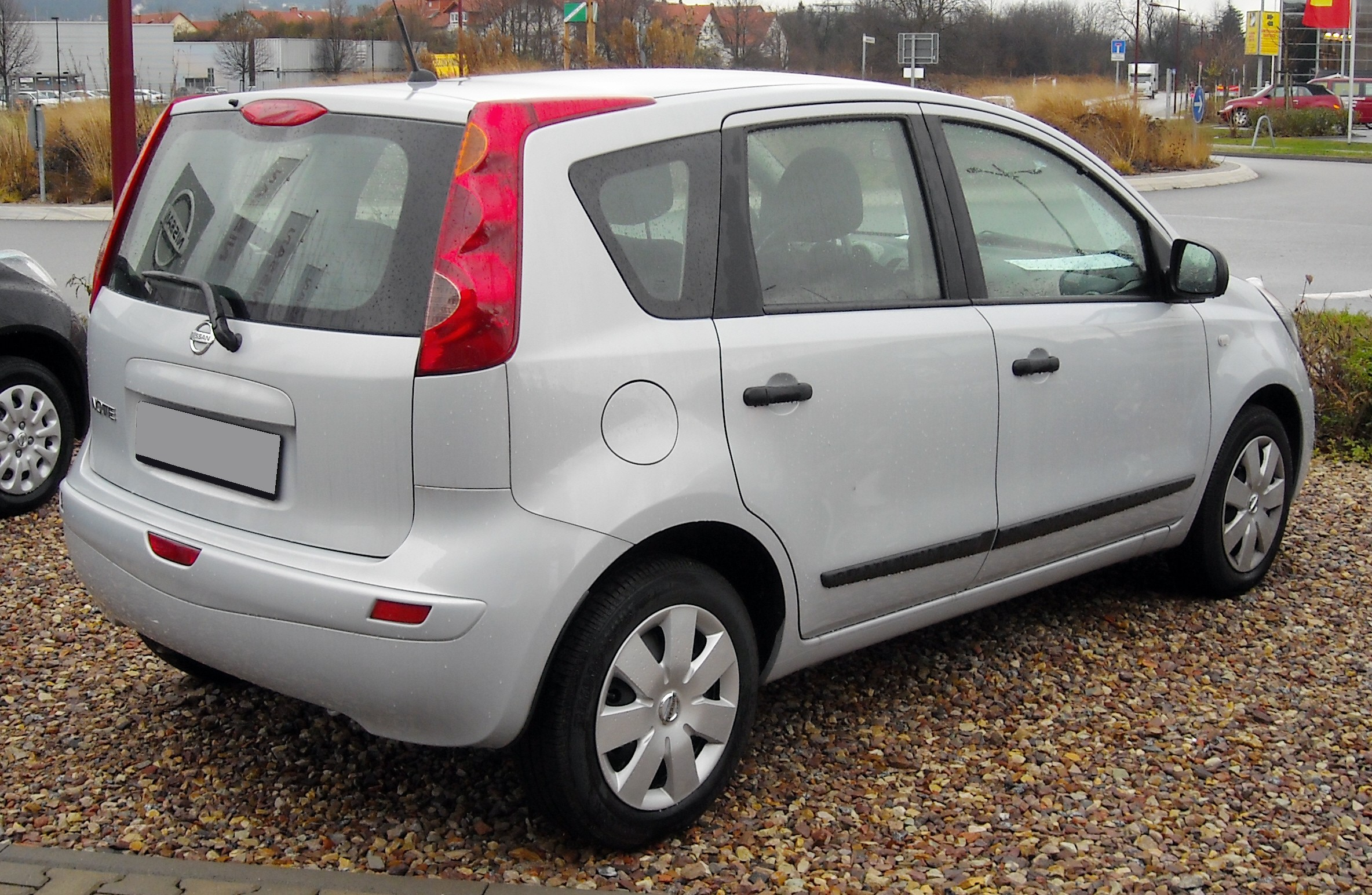
Tył Nissana Note I przed face liftingiem

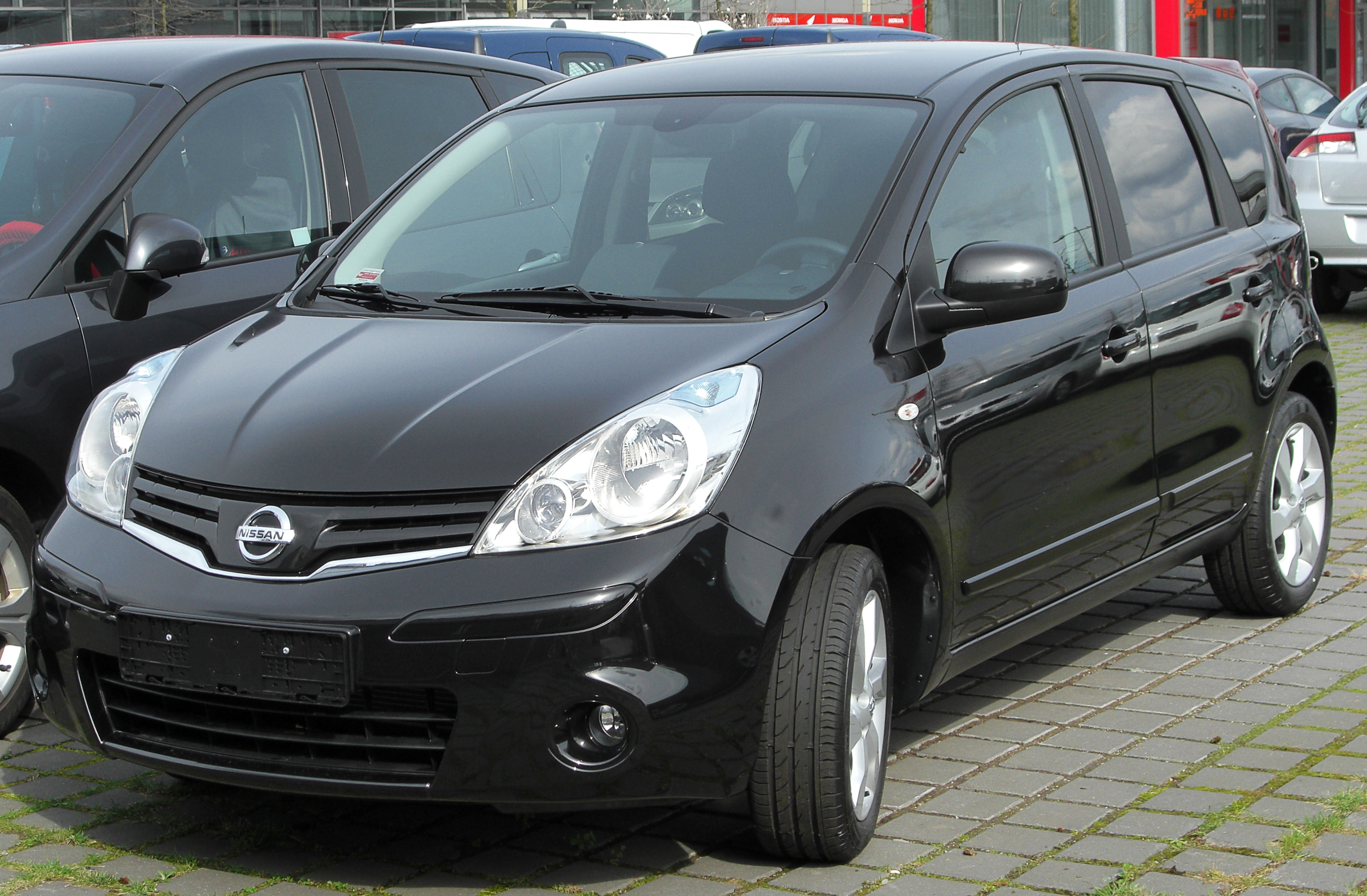
Nissan Note I po face liftingu

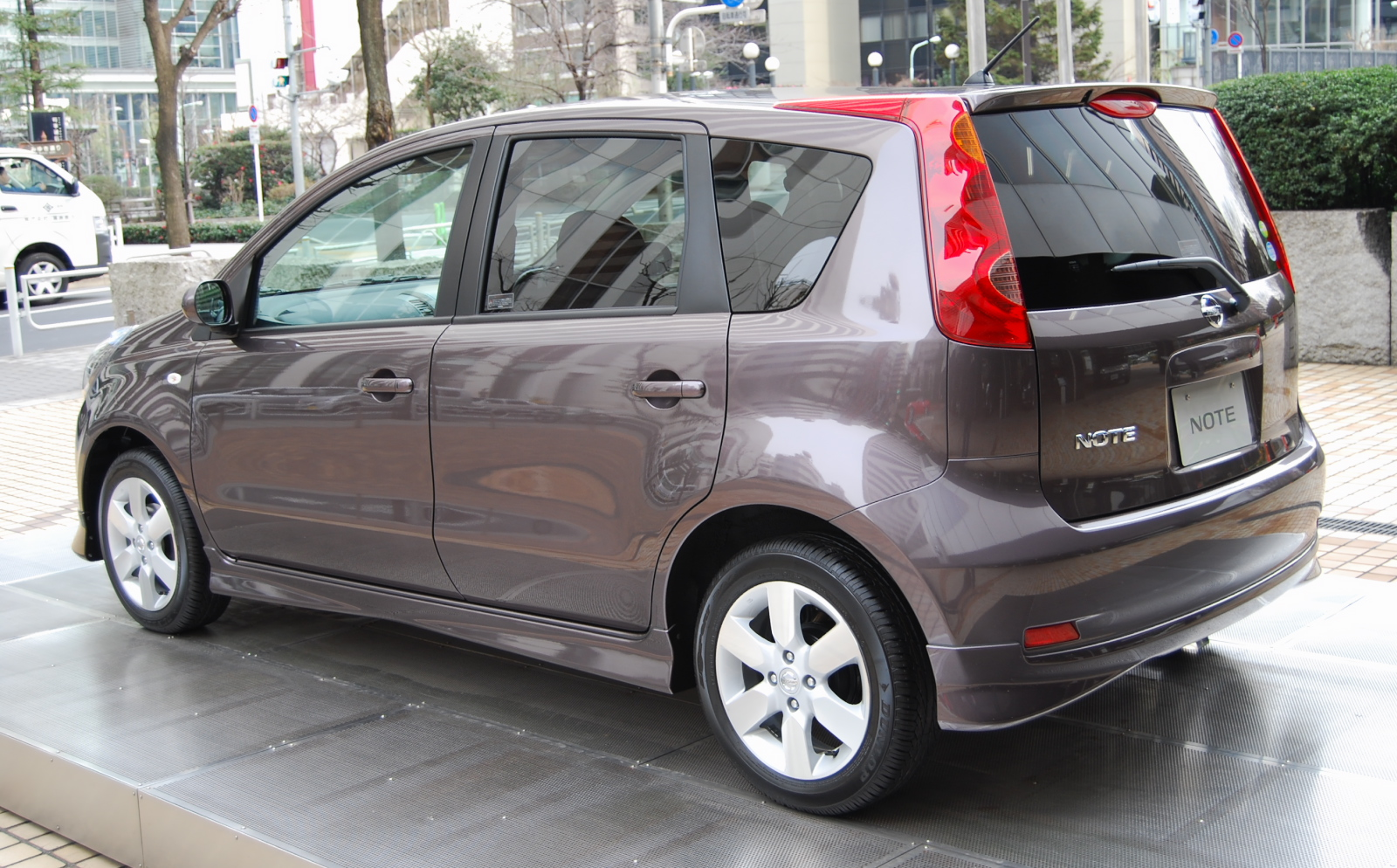
Tył Nissana Note I po face liftingu

Nissan Note I został zaprezentowany podczas salonu samochodowego w Paryżu w 2006 roku. Model zastąpił w gamie Nissana większy model Almera Tino, a wymiarami uplasował się między segmentem minivanów klasy A i B. W 2008 roku Note przeszedł modernizację polegającej na odświeżeniu wyglądu przodu. W 2012 roku przedstawiono następcę, który reprezentuje już inny segment i pierwszy raz dostępny jest także na rynku północnoamerykańskim. Produkcja Note'a pierwszej generacji została zakończona w drugiej połowie 2013 roku.

### Silniki
- 1.4l 88 KM
- 1.6l 110 KM
- dCi 1.5l 68 KM
- dCi 1.5l 86 KM

### Wersje
- Visia
- Acenta
- Tekna

Wyposażenie auta obejmuje m.in. ABS, EBS, BAS, NBAS, 4 poduszki powietrzne, wycieraczki z czujnikiem deszczu, elektrycznie sterowane lusterka i szyby, progresywne wspomaganie kierownicy, automatyczna skrzynia biegów (opcjonalnie), inteligentny kluczyk, Flexi board oraz samoczynne włączanie świateł w tunelu i możliwość zostawienia włączonych świateł po wyłączeniu silnika.

## Druga generacja

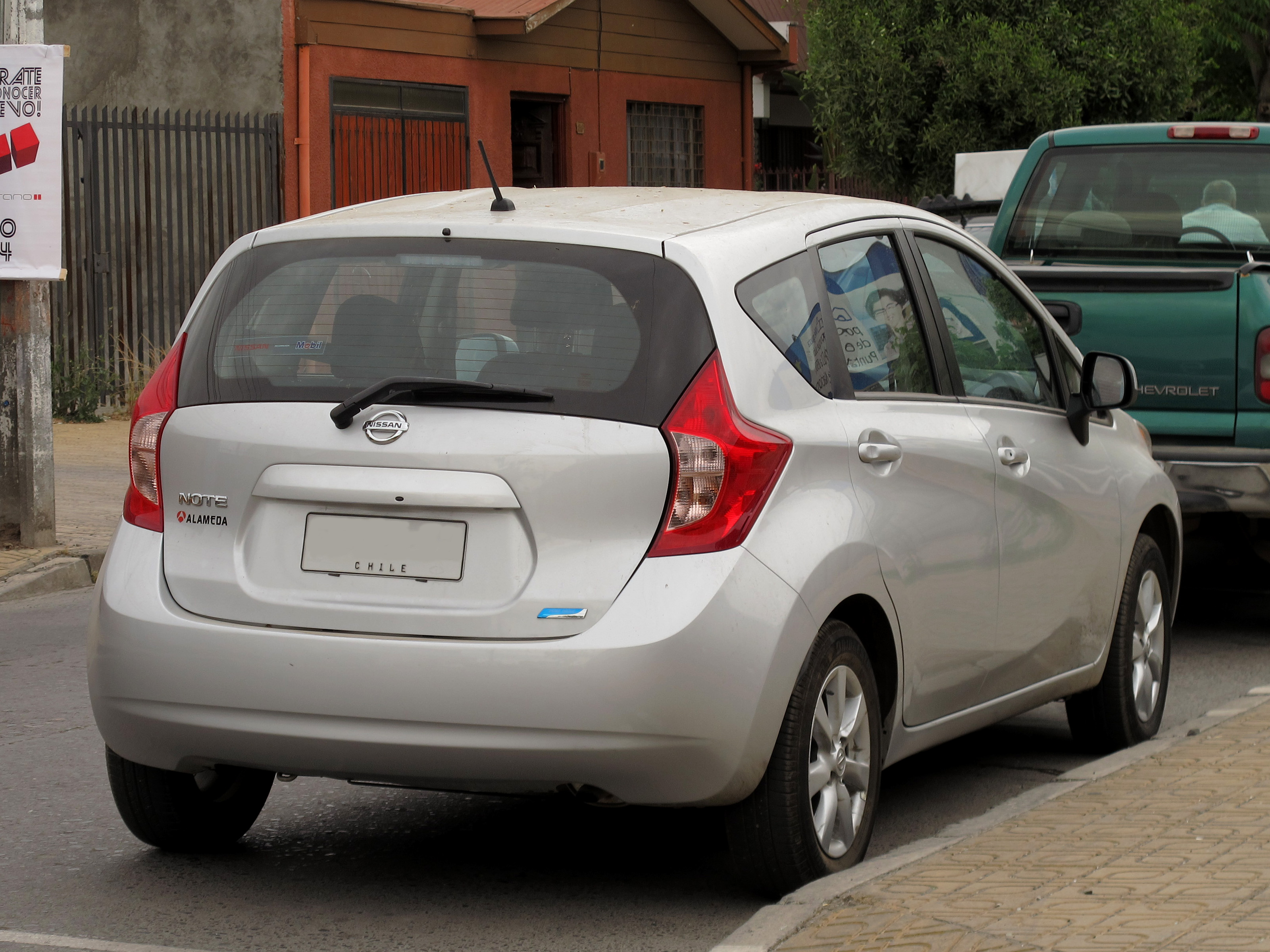
Tył Nissana Note II

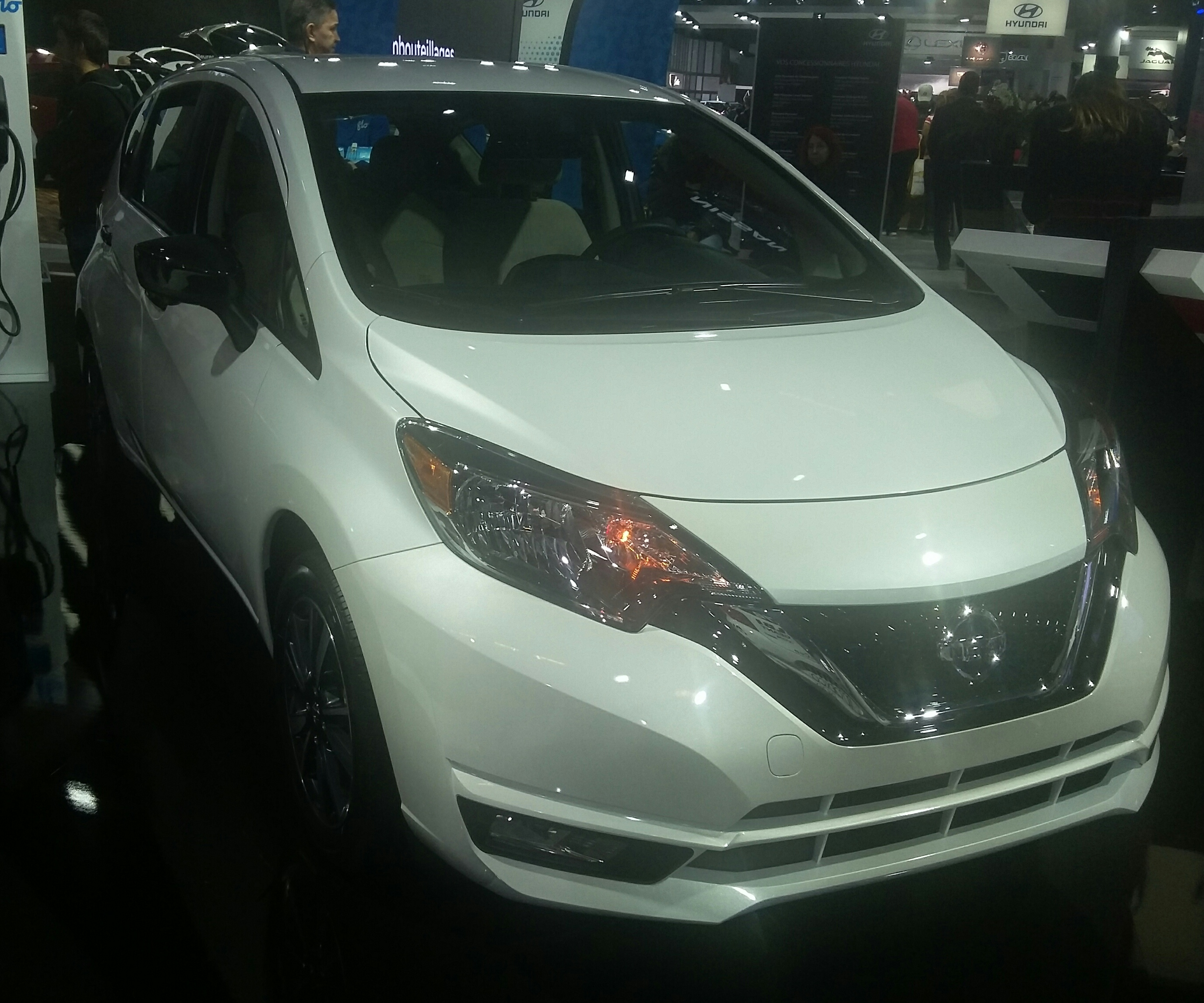
Nissan Note po liftingu

Nissan Note II został zaprezentowany w 2012 roku na rynku japońskim. Nowe wcielenie modelu prezentuje całkowicie nową koncepcję – nie jest już miejskim minivanem, lecz miejskim hatchbackiem. Nie da się jednoznacznie sklasyfikować nowego Note ze względu na jego charakterystyczne wymiary wnętrza i nadwozia, jednak najbliżej jest mu do segmentu B, a najbliższym konkurentem jest model Hondy o niemal identycznej koncepcji – Jazz. Nowy Note do sprzedaży na wewnętrznym rynku trafił już we wrześniu 2012 roku, europejski debiut nastąpił natomiast na Geneva Motor Show w marcu 2013 roku. Note jest dostępny także pierwszy raz na rynku północnoamerykańskim pod nazwą Versa Note.
Pod koniec 2016 roku zaprezentowano zmodernizowaną wersję na rynek japoński, a na początku 2017 roku – także na rynek amerykański. Przy okazji modernizacji obejmującej przedni pas oraz tylne światła Note został wycofany z europejskiej oferty marki – jego rola w ofercie na tle nowo pokazanej Micry czwartej generacji będzie bowiem pozbawiona sensu.

### Silniki
- 1.2l 80 KM
- 1.2l DIG-S 98 KM
- dCi 1.5l 90 KM

### Wersje wyposażenia
- Visia
- Acenta
- N-Tec
- Tekna